# Championnat du Paraguay de football 1931
Navigation
Édition précédente Édition suivante
La 24e édition du championnat du Paraguay de football est remportée par le Club Olimpia. C’est le huitième titre de champion du club. Olimpia l’emporte sur Club Libertad, le tenant du titre. La troisième place n’est pas connue.
Encore plus que d’habitude, la connaissance du championnat est incomplète : les résultats complets ne sont pas connus. On ne connait que les deux premières places du classement.
Le championnat a été très perturbé par la guerre du Chaco. Commencé le 3 mai 1931, il ne s’est terminé que le 26 juin 1932. 
En plus des évènements politiques la fédération paraguayenne a dû faire face à une fédération séditieuse, l’ Association paraguayenne de football (Asociación Paraguaya de Fútbol) qui souhaitait organiser son propre championnat. Ce championnat a compté momentanément dans ses rangs Club Libertad, Cerro Porteño, Nacional, Guaraní, River Plate, Sol de América and General Caballero.

## Les clubs de l'édition 1931
| \| Asuncion: · Olimpia · Nacional · Sol de América · Guaraní · Cerro Porteño · River Plate · Atlántida · General Caballero · C.A.L.T. · Presidente Alvear · Universo Asuncion Club Presidente Hayes Club Sportivo Luqueño \| Localisation des clubs engagés dans le championnat. |
| Asuncion: · Olimpia · Nacional · Sol de América · Guaraní · Cerro Porteño · River Plate · Atlántida · General Caballero · C.A.L.T. · Presidente Alvear · Universo Asuncion Club Presidente Hayes Club Sportivo Luqueño                                                           |

| Club                   | Stade | Capacité | Ville    |
| ---------------------- | ----- | -------- | -------- |
| Atlántida Sport Club   | -     | -        | Asuncion |
| C.A.L.T.               | -     | -        | Asuncion |
| Club Cerro Porteño     | -     | -        | Asuncion |
| Club Guaraní           | -     | -        | Asuncion |
| Club Libertad          | -     | -        | Asuncion |
| Club Nacional          | -     | -        | Asuncion |
| Club Olimpia           | -     | -        | Asuncion |
| General Caballero ZC   | -     | -        | Asuncion |
| Club Presidente Hayes  | -     | -        | Tacumbu  |
| Club Presidente Alvear | -     | -        | Asuncion |
| Club River Plate       | -     | -        | Asuncion |
| Club Sol de América    | -     | -        | Asuncion |
| Sportivo Luqueño       | -     | -        | Luque    |
| Universo               | -     | -        | Asuncion |

## Compétition

### Classement
| Rang | Équipe                    | Pts | J  | G | N | P | Bp | Bc | Diff |
| ---- | ------------------------- | --- | -- | - | - | - | -- | -- | ---- |
| 1    | Club Olimpia              | ?   | 26 | . | . | . | .  | .  | 0    |
| 2    | Club Libertad (T)         | ?   | 26 | . | . | . | .  | .  | 0    |
| ?    | Sportivo Luqueño          | .   | 26 | . | . | . | .  | .  | 0    |
| ?    | Club River Plate          | .   | 26 | . | . | . | .  | .  | 0    |
| ?    | Club Guaraní              | .   | 26 | . | . | . | .  | .  | 0    |
| ?    | Club Nacional             | .   | 26 | . | . | . | .  | .  | 0    |
| ?    | Atlántida Sport Club      | .   | 26 | . | . | . | .  | .  | 0    |
| ?    | Club Sol de América       | .   | 26 | . | . | . | .  | .  | 0    |
| ?    | Club Cerro Porteño        | .   | 26 | . | . | . | .  | .  | 0    |
| ?    | General Caballero ZC      | .   | 26 | . | . | . | .  | .  | 0    |
| ?    | Club Presidente Hayes (P) | .   | 26 | . | . | . | .  | .  | 0    |
| ?    | CALT                      | .   | 26 | . | . | . | .  | .  | 0    |
| ?    | Club Presidente Alvear    | .   | 26 | . | . | . | .  | .  | 0    |
| ?    | Universo                  | .   | 26 | . | . | . | .  | .  | 0    |

| Légende : Qualifications et relégations | Légende : Qualifications et relégations |
| --------------------------------------- | --------------------------------------- |
|                                         | Champion du Paraguay                    |
|                                         | Relégation en deuxième division         |
|                                         | (T) : Tenant du titre (P) : Promus      |

## Bilan de la saison
| Championnat du Paraguay de football 1931                             |                         |
| Champion                                                             | Club Olimpia (8e titre) |
| Promotions et relégations                                            |                         |
| Promus en Primera División                                           | Aucun                   |
| Relégués en Championnat du Paraguay de football de deuxième division | Aucun                   |